# Альфіо Перабоні
Альфіо Перабоні (італ. Alfio Peraboni, 8 травня 1954 — 11 січня 2011) — італійський яхтсмен.
Бронзовий призер Олімпійських Ігор 1980 (Зоряний), 1984 (Зоряний) років.
Чемпіон світу в класі Зоряний 1984 року, бронзовий призер 1980 року.